# Akuruawe
Akuruawe  (ou Akaru-Awe, Akarru Awa, Akuru Awi) est une localité du Cameroun située dans le département du Manyu et la Région du Sud-Ouest, à proximité de la frontière avec le Nigeria. Elle fait partie de la commune d'Akwaya et du canton d'Assumbo.

## Population
La localité comptait 83 habitants en 1953, puis 104 en 1967, des Assumbo du clan Oku.
Lors du recensement de 2005, on y a dénombré 460 personnes.